# Eliana Tranchesi
Eliana Maria Piva de Albuquerque Tranchesi  (São Paulo, 24 de novembro de 1955 — São Paulo, 24 de fevereiro de 2012) foi uma empresária brasileira do ramo da moda, especializada em grifes internacionais. Trouxe para o Brasil lojas do porte de Dolce & Gabbana, Giorgio Armani, Louis Vuitton, Christian Dior, Prada, Chanel, Burberry, Salvatore Ferragamo, Gucci, Fendi, Chloé, Cacharel, Yves Saint Laurent, Goyard, Tom Ford e Tods. Foi dona da  Daslu, em São Paulo.

## Biografia
Filha de Lucia Piva, cofundadora da Daslu, foi casada com o médico Bernardino Tranchesi com quem teve três filhos: Bernardino, Luciana e Marcela Tranchesi. Com o falecimento de Lucia, Eliana passou a comandar a loja que, em 2005, saiu da Vila Nova Conceição para um espaço maior na Vila Olímpia rebatizada como Villa Daslu.

### Prisão
Em 13 de julho de 2005, o Ministério Público, a Receita Federal e a Polícia Federal realizaram a "Operação Narciso" resultando na prisão de Eliana, de seu irmão, Antonio Carlos Piva de Albuquerque e vários dirigentes da empresa e de importadoras ligadas à Daslu. Porém, Eliana foi liberada logo depois de prestar depoimento.
Em abril de 2008, o Ministério Público Federal em Guarulhos pediu a condenação de Tranchesi e mais seis envolvidos no suposto esquema de importações fraudulentas.
Em 26 de março de 2009 a Justiça brasileira condenou-a à pena máxima de 94,5 anos de prisão. Os outros seis réus foram condenados e todos foram acusados de formação de quadrilha, falsidade ideológica e descaminho tentado e consumado - importar ou exportar mercadoria lícita sem os devidos pagamentos de impostos.
No mesmo dia a empresária foi presa pela Polícia Federal em cumprimento a sentença judicial. Mas, um dia depois, a defesa conseguiu um habeas corpus e Tranchesi foi libertada.

### Doença e morte
Em 2006, Eliana revelou que havia retirado um tumor do pulmão, que teve metástase na coluna e que estava se submetendo a sessões de quimioterapia e radioterapia.
Ela morreu na madrugada de 24 de fevereiro de 2012, no Hospital Albert Einstein, de complicações decorrentes de câncer no pulmão.